# Chargino
In der Elementarteilchenphysik sind Charginos hypothetische, elektrisch geladene (englisch charge) Elementarteilchen, die in supersymmetrischen Theorien auftreten. Diese zeichnen sich dadurch aus, dass jedem (Quanten-)Feld ein Partnerfeld zugeordnet wird, das sich im Spin vom Original um den Betrag 1/2 unterscheidet. Da die Ausgangsfelder hier Bosonen sind (ganzzahliger Spin), müssen die Charginos selbst somit Fermionen sein (halbzahliger Spin). Insbesondere sind Charginos Dirac-Fermionen, d. h., sie unterscheiden sich von ihren Antiteilchen in der elektrischen Ladung.

## Zwei Charginopaare im MSSM
Im minimalen supersymmetrischen Standardmodell (MSSM) sind Charginos Überlagerungszustände (Mischungen, Linearkombinationen) aus Superpartnern elektrisch geladener Eich- und Higgsfelder. Bei ersteren handelt es sich um die Gauginos {\displaystyle {\tilde {W}}^{1}} und {\displaystyle {\tilde {W}}^{2}} (Winos, Partner der Felder W1 und W2), bei letzteren um die geladenen Higgsinos (Partner der hypothetischen geladenen Higgs-Bosonen). Es ergeben sich die Chargino-Paare 1 und 2, abgekürzt mit {\displaystyle {\tilde {\chi }}_{1}^{\pm }} und {\displaystyle {\tilde {\chi }}_{2}^{\pm }} (manchmal auch {\displaystyle {\tilde {C}}_{1}^{\pm }} und {\displaystyle {\tilde {C}}_{2}^{\pm }}).

## Alternative Zusammensetzung
Die postulierten Charginos können auch als Superposition der geladenen Wino-Felder {\displaystyle {\tilde {W}}^{\pm }} (anstelle von {\displaystyle {\tilde {W}}^{1}} und {\displaystyle {\tilde {W}}^{2}}) mit den geladenen Higgsinos ausgedrückt werden.
Die geladenen Wino-Felder {\displaystyle {\tilde {W}}^{\pm }} sind nämlich selbst bereits Linearkombinationen von {\displaystyle {\tilde {W}}^{1}} und {\displaystyle {\tilde {W}}^{2}}, in derselben Weise wie nach dem Standardmodell die elektrisch geladenen W-Bosonen {\displaystyle W^{\pm }} Mischungen der Felder W1 und W2 sind:
{\displaystyle {\Psi _{W^{+}} \choose \Psi _{W^{-}}}={\frac {1}{\sqrt {2}}}{\begin{pmatrix}1&i\\1&-i\end{pmatrix}}{\Psi _{W^{1}} \choose \Psi _{W^{2}}}}
{\displaystyle \Rightarrow {\Psi _{{\tilde {W}}^{+}} \choose \Psi _{{\tilde {W}}^{-}}}={\frac {1}{\sqrt {2}}}{\begin{pmatrix}1&i\\1&-i\end{pmatrix}}{\Psi _{{\tilde {W}}^{1}} \choose \Psi _{{\tilde {W}}^{2}}}\,.}
Darin ist {\displaystyle \Psi } die Wellenfunktion
Wegen hier noch unberücksichtigten Mischung mit den geladenen Higgsinos sind die Felder {\displaystyle {\tilde {W}}^{\pm }} jedoch – anders als W-Bosonen {\displaystyle W^{\pm }} – noch keine Kandidaten für prinzipiell beobachtbare Teilchen.